# Super Nintendo World
Super Nintendo World (スーパー・ニンテンドー・ワールド?, Sūpā Nintendō Wārudo) è un'area tematica presso gli Universal Studios Japan e gli Universal Studios Hollywood. Ulteriori aree sono in costruzione presso gli Universal Studios Singapore e il prossimo Universal Epic Universe presso l'Universal Orlando Resort. Frutto di un partenariato tra Nintendo e Universal Destinations & Experiences, l'area è basata sui franchise dei videogiochi Nintendo, principalmente quelli di Mario e Donkey Kong.
La collaborazione tra Nintendo e Universal è stata annunciata nel maggio 2015. L'anno successivo fu annunciata la costruzione di un'area a tema Nintendo per gli Universal Studios Japan e per entrambe le sedi americane. La costruzione dell'area degli Universal Studios Japan è iniziata nel giugno 2017. A seguito di diversi ritardi dovuti alla pandemia di COVID-19, l'area è stata aperta agli Universal Studios Japan il 18 marzo 2021. La sede degli Universal Studios di Hollywood è stata inaugurata il 17 febbraio 2023. Il creatore di Mario, Shigeru Miyamoto, è stato fortemente coinvolto nella progettazione dell'area e delle attrazioni.

## Storia
Dopo diversi anni di calo delle entrate dei giochi e della quota di mercato delle console, Nintendo ha cercato strade per sfruttare e sviluppare le sue proprietà intellettuali, stipulando una partenariato per un parco a tema con Universal Parks & Resorts. La collaborazione, annunciata nel maggio 2015 e dettagliata l'anno successivo, utilizzerebbe Mario e altri franchise Nintendo come temi nelle aree dedicate dei parchi a tema Universal. La collaborazione da 40 miliardi di yen (237 milioni di euro) realizzata per gli Universal Studios Japan di Osaka è di dimensioni simili all'investimento della Universal nel franchise di Harry Potter. Il 29 novembre 2016 è stato caricato un video di un'intervista che mostrava in anteprima gli oggetti in costruzione per il terreno. Più tardi quel giorno, la Universal annunciò che le aree del Super Nintendo World sarebbero state costruite anche in entrambe le sedi della American Universal a Hollywood e in Florida. La prima immagine concettuale dell'iterazione dell'area da parte del Giappone è stata poi svelata il 12 dicembre 2016.
La costruzione del terreno presso gli Universal Studios Japan è iniziata nel giugno 2017 con una cerimonia inaugurale, mentre la costruzione del terreno presso gli Universal Studios Hollywood è iniziata all'inizio del 2019. Dopo mesi di informazioni e brevetti trapelati, fotografie delle dimensioni del modello in scala di Universal Creative per l' l'iterazione giapponese dell'area sono trapelate l'8 luglio 2019. Il 13 gennaio 2020, la Universal ha presentato i Bracciali Power-Up interattivi e ha pubblicato un video musicale su YouTube per il paese in arrivo, utilizzando la canzone "We Are Born to Play" di Galantis e Charli XCX. Inizialmente era previsto che il completamento dell'apertura del terreno fosse prima delle Olimpiadi estive del 2020, ma è stato ritardato a causa della pandemia COVID-19. Il 18 dicembre 2020, un Nintendo Direct è andato in diretta sul canale YouTube ufficiale di Nintendo, con il creatore di Mario, Shigeru Miyamoto, che ha ospitato un tour in una piccola frazione del parco. Il 26 dicembre 2020, il paese ha aperto gradualmente ad anteprime limitate per i titolari di abbonamento annuale degli Universal Studios Japan.
Il 30 novembre 2020, la Universal ha annunciato ufficialmente che lo spazio degli Universal Studios Japan sarebbe stato inaugurato il 4 febbraio 2021; tuttavia, a gennaio l'apertura è stata nuovamente ritardata indefinitamente dopo che il governo giapponese ha reimposto lo stato di emergenza in risposta alla terza ondata di contagi da Covid-19 in città. Tuttavia, gli ospiti con un abbonamento annuale agli Universal Studios Japan possono visitare l'area a partire dal 4 febbraio 2021. Alla fine è stato aperto al pubblico il 18 marzo 2021. Un mese dopo l'apertura, tutti gli Universal Studios Japan hanno chiuso dal 25 aprile al 7 giugno 2021, a causa del COVID-19.
Il 10 marzo 2022, gli Universal Studios Hollywood hanno annunciato che la sua versione del terreno sarebbe stata aperta nel 2023 con la data specifica del 17 febbraio poi annunciata il 14 dicembre 2022. L'area è stata aperta gradualmente durante le prove tecniche per gli ospiti riservati il 12 gennaio 2023 e inaugurato ufficialmente come previsto il 17 febbraio 2023, circa un mese e mezzo prima dell'uscita di Super Mario Bros. - il film di Universal/Illumination. Per celebrare il secondo anniversario del Super Nintendo World in Giappone, il 18 marzo 2023 è stato reso disponibile per l'acquisto un Power-Up Band color oro in edizione limitata.

## Descrizione

### Universal Studios Japan

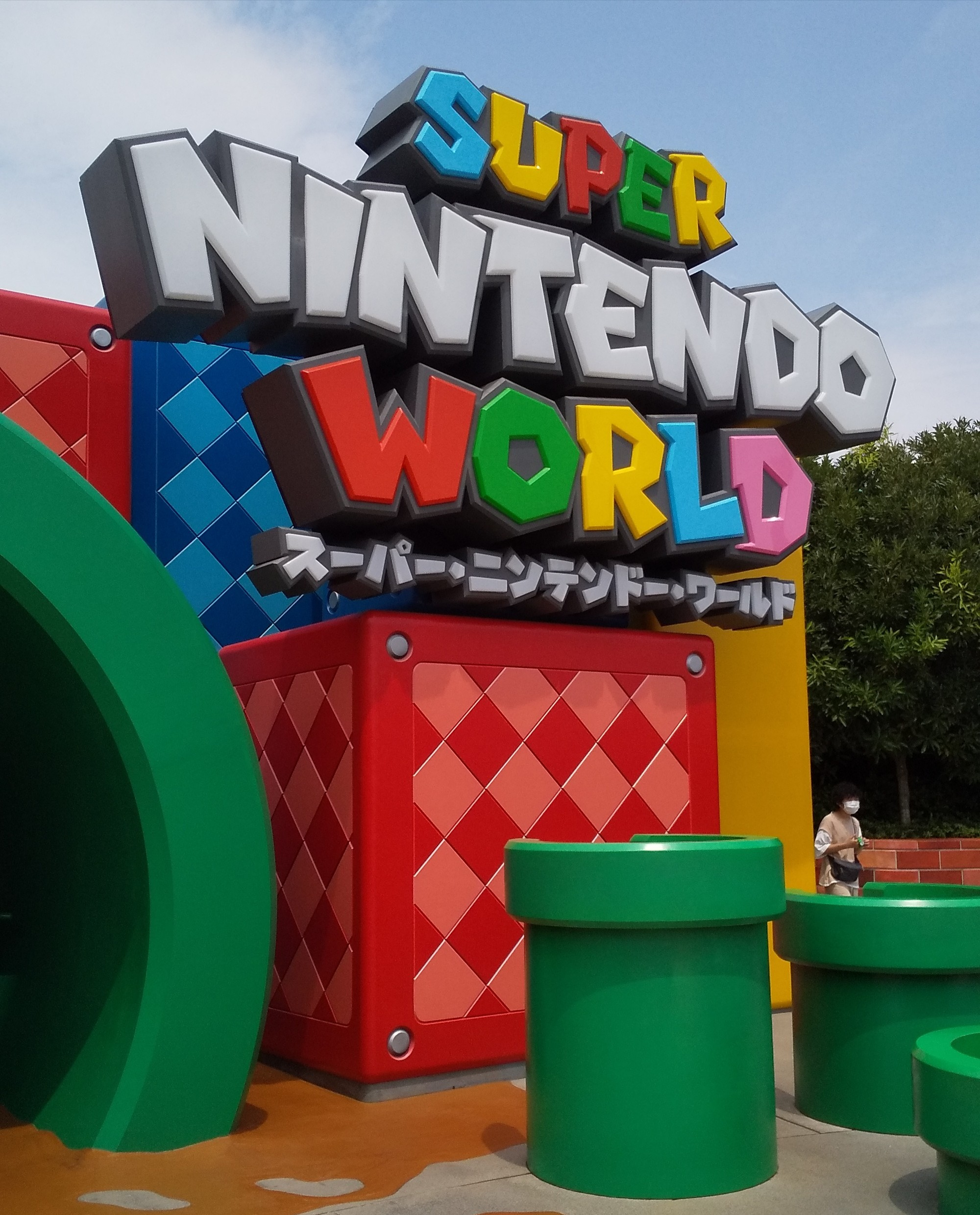
L'entrata del Super Nintendo World a Osaka.

Agli Universal Studios Japan, il Super Nintendo World è incastrato all'estremità settentrionale del parco, a ovest del Wizarding World di Harry Potter e a sud della sede di Nintendo, appena fuori dalla proprietà. Gli ospiti entrano nell'area attraverso un Warp Pipe da una piazza d'ingresso. Alla piazza d'ingresso si accede da un passaggio pedonale che si dirama proprio accanto al cartello WaterWorld. La piazza d'ingresso ha lampioni, una stella sul marciapiede e la segnaletica Super Nintendo World accanto al Warp Pipe. Quest'ultimo conduce al Castello della Principessa Peach. Quando gli ospiti escono dal castello, entrano nel cortile al secondo piano, immersi nel Regno dei Funghi con il Castello di Bowser dall'altra parte dell'area. Diversi Pikmin possono essere trovati in giro per il territorio su sporgenze, alcuni dei quali trasportano oggetti come monete e una bacca. L'area include dei binocoli panoramici ispirati a Super Mario 3D Land che utilizzano la realtà aumentata e include un cameo di Rosalinda e del suo Osservatorio Cometa.

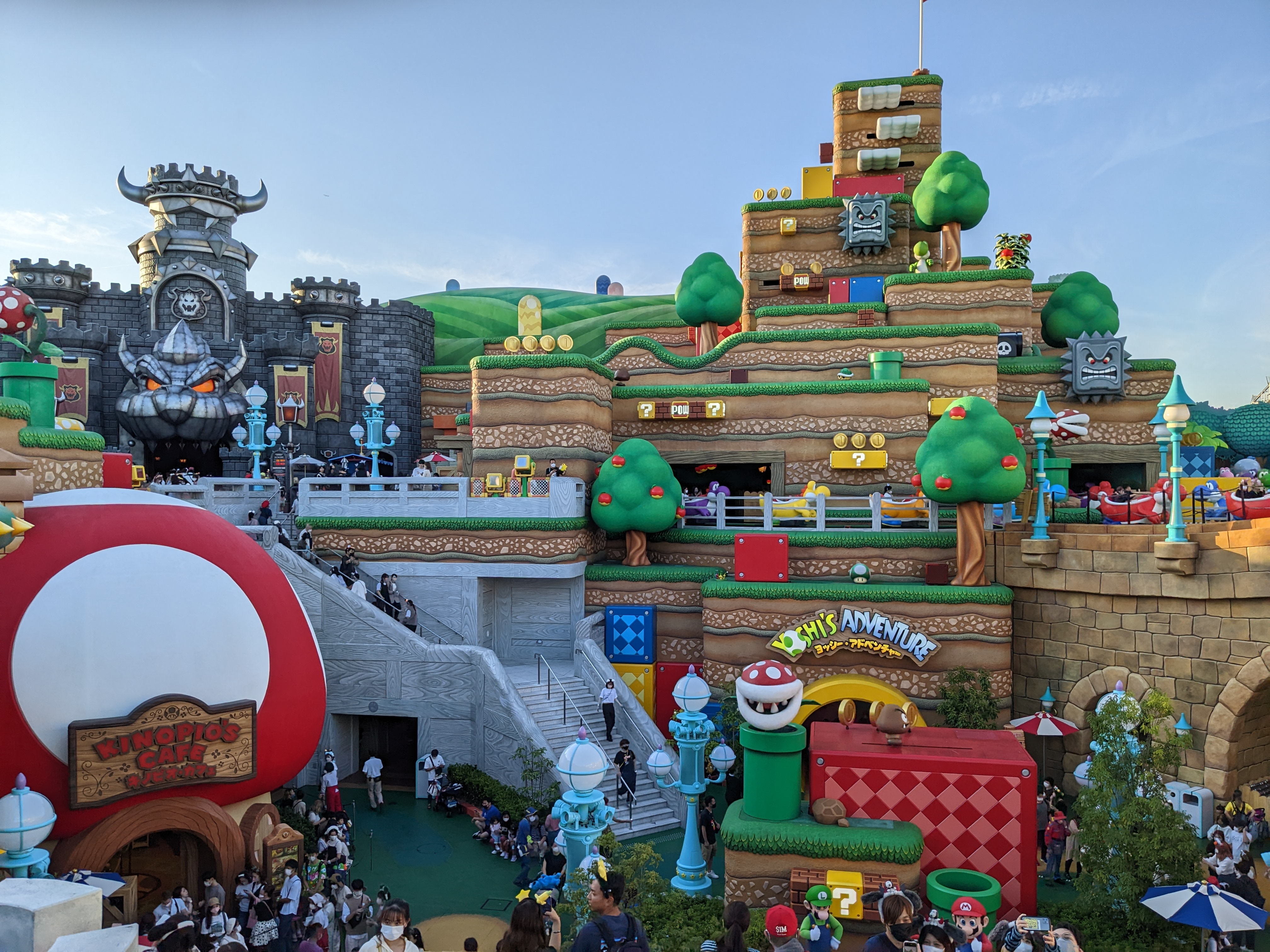
Vista del Super Nintendo World a Osaka. In basso sinistra è presente il Kinopio's Cafe mentre in alto a sinistra si vede il Castello di Bowser. Al centro, ai piedi della Pianta Piranha, alcune persone si stanno fotografando con Mario e Luigi.

Gli ospiti possono utilizzare i Bracciali Potenziamento (Power-Up Bands) venduti separatamente e l'applicazione ufficiale per smartphone degli Universal Studios per tenere traccia dei timbri dei personaggi, delle sfide chiave, delle monete raccolte e del punteggio più alto in Mario Kart: Koopa's Challenge. Anche i punteggi di squadra, individuali e giornalieri per l'area sono visualizzabili all'interno dell'app. I Bracciali Potenziamento funzionano anche come Amiibo per i rispettivi personaggi all'interno dei videogiochi per Nintendo Switch compatibili con Amiibo.
In tutta l'area si possono incontrare, tramite dei meet-and-greet, i personaggi del franchise di Mario in costume (kigurumi). La Principessa Peach è posizionata all'interno di una struttura simile a un gazebo accanto al suo castello, mentre Mario e Luigi sono vicino all'ingresso dell'attrazione Yoshi's Adventure. Toad non ha un punto di incontro prestabilito, con gli ospiti che possono fargli visita in diverse parti del livello inferiore.
Nel parco sono presenti vari punti dove acquistare del cibo, tra cui il ristorante Toadstool Cafe (キノピオ・カフェ?, Kinopio's Cafe). Il ristorante serve piatti, dai primi ai dolci, tematizzati Mario e l'ingrediente ricorrente sono i funghi.
Dal 2022, l'area viene decorata ogni anno con festive decorazioni a tema invernale come parte del "No Limit! Christmas Event!" del parco a tema.
Il 28 settembre 2021, è stata annunciata l'apertura nel 2024 di un'espansione a tema dopo la serie Donkey Kong, con montagne russe, esperienze interattive e prodotti e cibo a tema. La terra è stata ufficialmente rivelata il 5 dicembre 2023 con il nome di "Donkey Kong Country", così come nuovi dettagli sulle montagne russe "Mine-Cart Madness". Il 2 maggio 2024 è stato confermato che la corsa avrebbe simulato la sensazione di "saltare la pista" senza l'uso di schermi.

### Universal Studios Hollywood

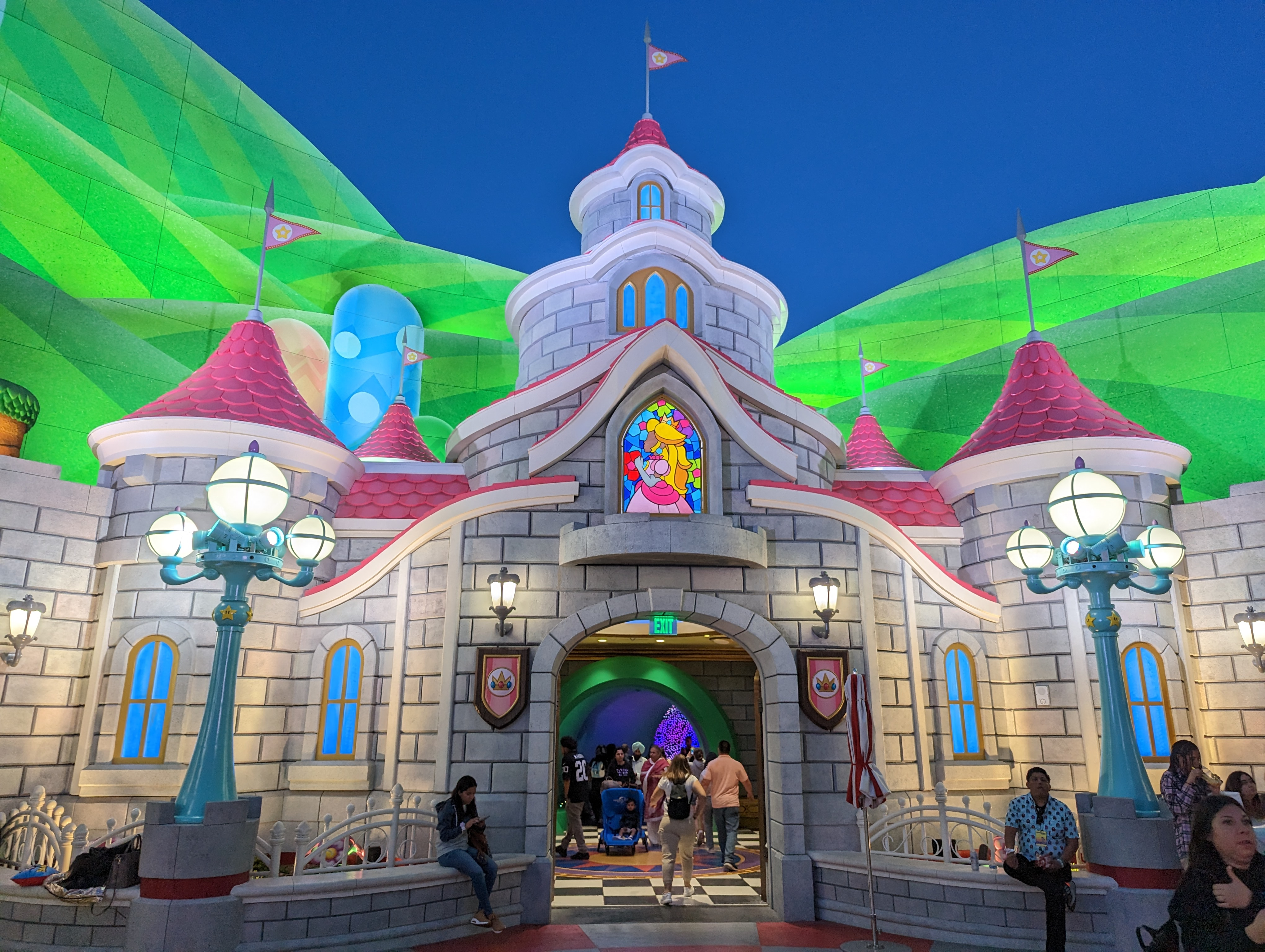
Il Castello di Peach al Universal Studios Hollywood.

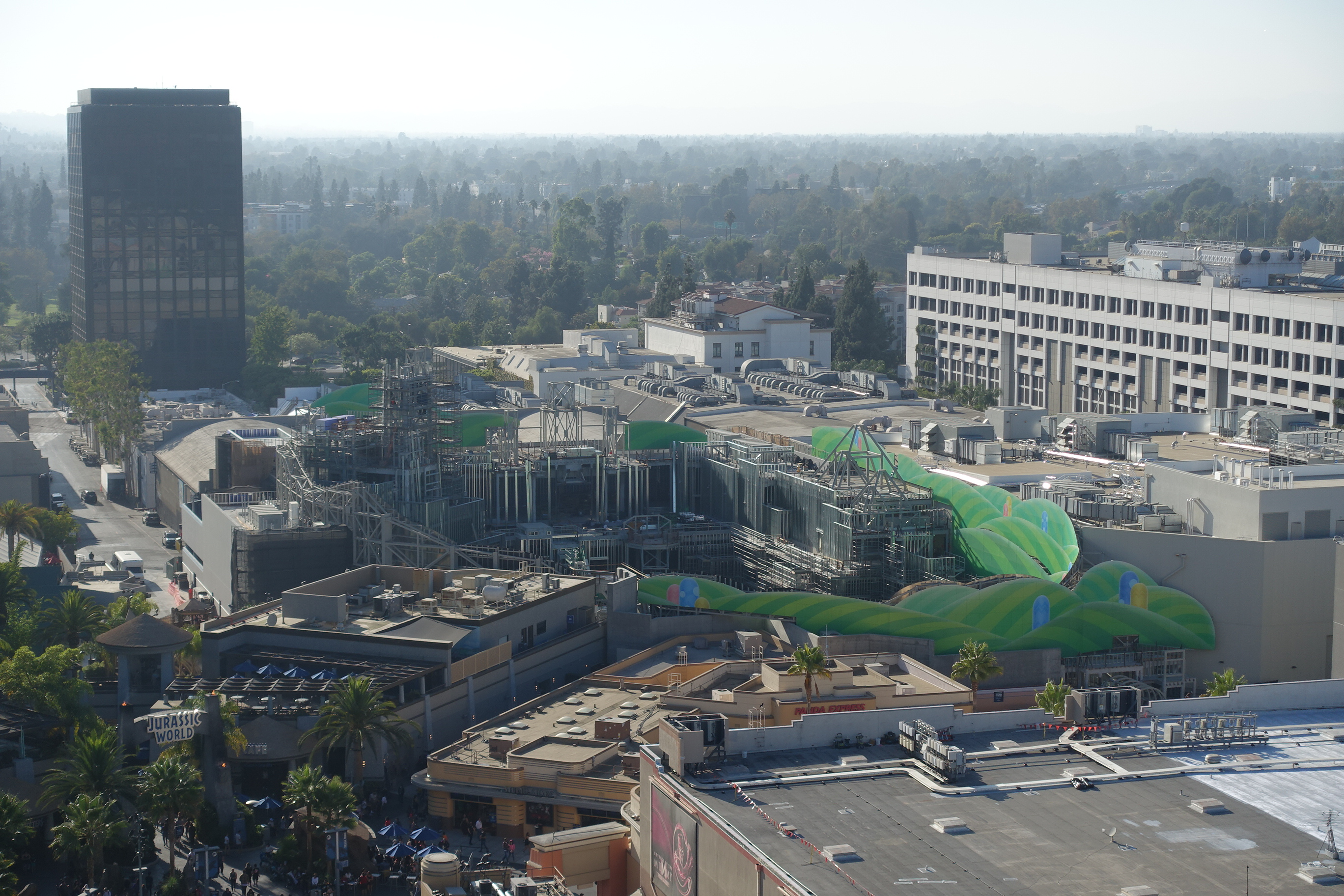
Super Nintendo World, al Universal Studios Hollywood, in costruzione.

L'area Super Nintendo World degli Universal Studios Hollywood è più piccola e si trova nel Lower Lot del parco, incastrata tra l'area Jurassic World e Transformers: The Ride. A causa dello spazio disponibile molto limitato nel lotto inferiore, la Universal demolì e trasferì i palcoscenici per fare spazio alla costruzione del terreno.
La soft-opening dell'area nel gennaio 2023 ha rivelato ciò che questa iterazione condensata del parco doveva escludere. In questa posizione mancano le sezioni interattive "Bob-Omb Kaboom Room", "Note Block Rock" e "Slot Machine" e l'attrazione Yoshi's Adventure. Nonostante l'assenza dell'attrazione di Yoshi, la coda per Mario Kart: Bowser's Challenge presenta corridoi a tema Yoshi's Adventure.

### Località future
Il 3 aprile 2019, Resorts World Sentosa ha annunciato che Super Nintendo World, insieme a Minion Land, sarebbe stato portato agli Universal Studios Singapore, sostituendo l'area Madagascar del parco. Si prevede che questa versione verrà aperta nel 2025. A partire dal 2023, nessuna attrazione è stata confermata per questa iterazione.
Il 24 gennaio 2020, la Universal ha confermato che un'area a tema Super Nintendo World sarebbe stata inclusa nel prossimo parco Universal Epic Universe presso l'Universal Orlando Resort. L'apertura del parco era originariamente prevista per il 2023, ma l'apertura prevista è stata ritardata al 2025 a causa della pandemia di COVID-19. L'iterazione del terreno da parte di Epic Universe è stata ufficialmente annunciata nel febbraio 2023, con l'amministratore delegato di Universal Destinations & Experiences Mark Woodbury che lo ha definito il "segreto peggio custodito della storia".